# 女川 (女川町)
女川（おながわ）は、宮城県牡鹿郡女川町にある町丁。郵便番号は986-2265。

## 概要
域内は住宅地や商店街が展開され、町役場や女川町立女川小学校、女川町立女川中学校が所在するなど女川町の経済的・政治的中心となっている。

## 地理
町の中央部に位置し、東は海岸通りや市場通り、西は女川浜、南は鷲神浜、北は大原と接する。

## 施設
- 女川町役場
- 女川郵便局
- 女川町立女川小学校
- 女川町立女川中学校
- 石巻警察署女川交番
- 七十七銀行女川支店
- 仙台銀行女川支店
- シーパルピア女川
- 道の駅おながわ

## 交通

### 鉄道
- 女川駅（JR石巻線）

### 道路
- 国道398号

### バス
- ミヤコーバス[3]
  - 女川線
- 女川町民バス[3]
  - 安住・清水便
  - 北浦便
  - 五部浦便
  - 町内循環便

## 学区
公立なのであれば、女川町立女川小学校および女川町立女川中学校に進学する。

## 行政区
女川は行政区としては女川南がそれに該当し、2016年時点では約65世帯が居住している。